# Iaguelny Bor
Iaguelny Bor (en russe : Ягельный Бор) est une gare (un type de localité) de l'okroug municipal d'Olenegorsk de l'oblast de Mourmansk, en Russie arctique. La localité est inhabitée.

## Géographie
Le village de Iaguelny Bor se situe dans l'oblast de Mourmansk, un oblast de la Laponie, en Russie arctique, et il fait partie du district fédéral du Nord-Ouest. Le village fait partie de l'okroug municipal d'Olenegorsk une subdivision de l'oblast.  
Iaguelny Bor, comme tout l'oblast de Mourmansk, est située dans le fuseau horaire MSK (heure de Moscou). Le décalage horaire appliqué par rapport au temps universel coordonné est +03:00.

## Démographie
Recensements (*) et estimations de la population,:
| 2002 * | 2010* | - | - |
| ------ | ----- | - | - |
| 6      | 0     | - | - |